# Solenysa geumoensis
Solenysa geumoensis là một loài nhện trong họ Linyphiidae.
Loài này thuộc chi Solenysa. Solenysa geumoensis được miêu tả năm 1996 bởi Seo.